# Belrain
Belrain és un municipi francès situat al departament del Mosa i a la regió del Gran Est. L'any 2007 tenia 46 habitants.

## Demografia

### Població
El 2007 la població de fet de Belrain era de 46 persones. Hi havia 12 famílies, de les quals 4 eren unipersonals (4 dones vivint soles i 4 dones vivint soles) i 8 parelles amb fills.
La població ha evolucionat segons el següent gràfic:
Habitants censats

### Habitatges
El 2007 hi havia 22 habitatges, 16 eren l'habitatge principal de la família, 4 eren segones residències i 2 estaven desocupats. 19 eren cases i 3 eren apartaments. Dels 16 habitatges principals, 15 estaven ocupats pels seus propietaris i 1 estava llogat i ocupat pels llogaters; 3 tenien tres cambres, 3 en tenien quatre i 10 en tenien cinc o més. 12 habitatges disposaven pel capbaix d'una plaça de pàrquing. A 9 habitatges hi havia un automòbil i a 7 n'hi havia dos o més.

## Economia
El 2007 la població en edat de treballar era de 26 persones, 21 eren actives i 5 eren inactives. Les 21 persones actives estaven ocupades(12 homes i 9 dones).. De les 5 persones inactives 3 estaven estudiant i 2 estaven classificades com a «altres inactius».
Activitats econòmiques
L'any 2000 a Belrain hi havia 5 explotacions agrícoles.

## Poblacions properes
El següent diagrama mostra les poblacions més properes.